# Pusté Sady
Pusté Sady (do roku 1948 Pustá Kerť) jsou obec v okrese Galanta na Slovensku. Žije v nich 605 obyvatel.

## Přírodní poměry
Obec se nachází v centrální části Podunajské nížiny na jihozápadním okraji Nitranské pahorkatiny. Leží východně od města Sereď, v blízkosti rychlostní silnice R1 (E58) Trnava – Nitra. Do katastrálního území obce zasahuje část národní přírodní rezervace Dubník.

## Pamětihodnosti
V obci se nachází římskokatolický kostel Krista Krále z roku 1970 a kaplička Obětování Panny Marie z roku 1850.